# 约翰·米耶尔比
约翰·米耶尔比（瑞典語：Johan Mjällby，1971年2月9日—），瑞典男子足球运动员，司职后卫。他曾代表瑞典国家队参加2000年欧洲足球锦标赛、2002年国际足联世界杯和2004年欧洲足球锦标赛。